# Anna Kristensen
Anna Opstrup Kristensen (* 25. Oktober 2000 in Skanderborg, Dänemark) ist eine dänische Handballspielerin, die beim dänischen Erstligisten Team Esbjerg spielt.

## Karriere

### Im Verein
Kristensen begann das Handballspielen im Jahr 2009 in ihrer Geburtsstadt bei Skanderborg Håndbold. Dort gab die damalige Jugendspielerin am 7. Oktober 2017 im Zweitligaspiel gegen Lyngby HK ihr Debüt in der Damenmannschaft von Skanderborg. Am Saisonende 2017/18 stieg sie mit der Damenmannschaft von Skanderborg in die höchste dänische Spielklasse auf. Anschließend gehörte Kristensen fest dem Kader der Damenmannschaft an. Ab der Saison 2019/20 hütete sie das Tor vom Erstligisten Viborg HK. Mit Viborg schloss sie die EHF European League 2021/22 auf dem zweiten Platz ab. Im Sommer 2022 wurde ihr Wechsel zum Team Esbjerg zur Saison 2023/24 veröffentlicht. Da Esbjerg auf der Torwartposition den schwangerschaftsbedingten Ausfall von Dinah Eckerle und den verletzungsbedingten Ausfall von Rikke Poulsen zu beklagen hatte, wurde der Wechsel schon im Januar 2023 vollzogen. Mit Esbjerg gewann sie die Meisterschaft 2023 und 2024 sowie den dänischen Pokal 2022, dessen Finale erst im April 2023 stattfand.

### In Auswahlmannschaften
Kristensen lief 37-mal für die dänische Jugendnationalmannschaft auf, für die sie vier Treffer erzielte. Mit diese Auswahlmannschaft nahm sie an der U-17-Europameisterschaft 2017 und an der U-18-Weltmeisterschaft 2018 teil. Daraufhin absolvierte Kristensen elf Länderspiele für die dänischen Juniorinnennationalmannschaft, für die sie bei der U-19-Europameisterschaft 2019 das Tor hütete. Sie gab am 21. März 2019 ihr Länderspieldebüt für die dänische A-Nationalmannschaft. Bei der Europameisterschaft 2020 stand sie im Vorrundenspiel gegen Frankreich zwischen den Pfosten. Ein Jahr später gehörte Kristensen dem dänischen Aufgebot bei der Weltmeisterschaft an, jedoch kam sie nicht zum Einsatz. Kristensen nahm an der Weltmeisterschaft 2023 teil, bei der sie mit Dänemark die Bronzemedaille gewann. Sie parierte im Turnierverlauf elf von 22 Würfen. Im Jahr 2024 gewann sie die Silbermedaille bei der Europameisterschaft.